# Gli amici Cercafamiglia
Gli amici Cercafamiglia (Pound Puppies, lett. I cuccioli del canile) è una serie televisiva a cartoni animati prodotta da Hanna-Barbera e trasmessa su ABC dal 1986 al 1987 ispirata all'omonima linea di giocattoli del gruppo Hornby (nota in originale come Pound Puppies) e sequel dello speciale animato omonimo del 1985. Nel 2010 è stata prodotta una seconda serie animata basata sul marchio Pound Puppies, che però non ha legami con questa, pur riprendendone il format di base.
La serie conta in totale due stagioni, ed è stata trasmessa in prima TV su Italia 1 nel 1987 la domenica sera, e in seguito replicata nel 1996 da TMC all'interno del contenitore Zap Zap.
Oltre alla serie fu realizzato un cortometraggio realizzato nel 1985 col titolo The Pound Puppies della durata di 36 minuti e un lungometraggio nel 1988 col titolo Pound Puppies and the Legend of Big Paw della durata di 78 minuti.

## Trama
Le vicende sono ambientate in un canile dove vengono raccolti i cuccioli randagi in attesa dell'occasione di venire adottati. La responsabile di tutto questo è Dolcezza, una bambina che grazie all'amore che ha per queste bestiole riesce a capire il loro linguaggio e a farsi a sua volta capire, così come tutti coloro i quali amano veramente i cani. Tra i personaggi canini spicca in evidenza il capobanda, che per l'appunto si chiama Capo, (un cane di colore bianco dalle orecchie nere, che cammina spesso su due zampe ed indossa un giubbotto blu e rosso), che è fidanzato ufficialmente con Violetta (una cocherina indossante un abito femminile), poi a questi si aggiunge Ugola (il cane inventore con dei peli ricci sulla testa che fungono da capelli ed inoltre indossa un cappello con una mano meccanica in grado di tirar fuori tutto ciò che gli occorre in quel momento. Ha come caratteristica il parlare spesso confondendo una parola con un'altra per poi ricorreggersi in modo errato ed infine ululare), Occhi blu (la più piccola delle cagne femmine del gruppo) ed infine il piccolo Favolino (che indossa un pannolino), sempre pronto a raccontare storie immaginarie rese visibili in una nuvola che appare sulla sua testa. Ogni giorno, però, questo gruppo di personaggi deve affrontare la perfida Katrina Stoneheart (nutrice di Dolcezza e chiamata da lei stessa Zia Katrina), che ha una figlia viziata, smorfiosa e piagnucolona di nome Brattina; esse odiano i cani e farebbero di tutto pur di nuocerli e arrecare noie al canile di Dolcezza. La loro più grande ambizione è quella di farsi delle pellicce con essi per poi venderle ed arricchirsi. A queste due antagoniste si aggiunge anche il Captain Slaughter, un essere mostruoso che indossa una divisa da marinaio e presenta il volto completamente nero, degli orribili denti e delle mani meccaniche in ferro complete di artigli; questi è in combutta con Katrina e Brattina e collabora ai loro loschi piani. Tra gli antagonisti animali, inoltre c'è un gattaccio di nome Maligno (di proprietà di Katrina e Brattina), che insieme ai suoi simili (parlanti a differenza di lui) organizza spesso scherzi stupidi e dispetti a danno dei protagonisti cani, che però riescono sempre a smascherarlo.

## Personaggi

### Principali
- Capo (Cooler): bracco bianco e nero con un giubbotto blu e rosso.
- Violetta (Nose Marie): cockerina marrone con un vestitino lilla e una viola su un orecchio.
- Occhiblu (Bright Eyes): cagnolina con un vestito verde e un fiocco azzurro in testa.
- Favolino (Whopper): cucciolo col pannolino che immagina perennemente (vediamo i suoi pensieri all'interno di una nuvoletta).
- Ugola (Howler): cane inventore con un gilet giallo e un cappello da cui esce una mano robot con l'oggetto più utile in quel momento.
- Dolcezza (Holly): ragazzina che aiuta i cani del canile.

### Secondari
- Katrina Stoneheart: nutrice di Dolcezza e madre di Brattina.
- Brattina: figlia viziata di Katrina.
- Maligno (Cat Gut): gatto di Katrina e Brattina.
- Captain Slaughter: complice di Katrina e Brattina dai denti appuntiti e artigli robotizzati.

## Sigle italiane
Durante la prima trasmissione della serie su Italia 1 fu utilizzata la sigla Gli amici Cercafamiglia cantata da Cristina D'Avena, con testo scritto da Alessandra Valeri Manera su musica di Enzo Draghi. Per la trasmissione in replica su Zap Zap fu invece utilizzata una nuova sigla cantata da membri dei Cartoon Kids, sulle immagini di quella originale statunitense, scritta da Gino Catini e Massimo Talamo e composta da Umberto Decimo.

## Doppiaggio
| Personaggio      | Doppiatore originale | Doppiatore italiano |
| ---------------- | -------------------- | ------------------- |
| Dolcezza (Holly) | Ami Foster           | Dania Cericola      |
| Violetta         | Ruth Buzzi           | Serena Cantalupi    |
| Ugola            | Robert Morse         | Pietro Ubaldi       |
| Capo             | Dan Gilvezan         | Marco Balzarotti    |
| Favolino         | B.J. Ward            | Paola Tovaglia      |
| Occhiblu         | Nancy Cartwright     | Marinella Armagni   |
| Brattina         | Adrienne Alexander   | Elisabetta Cesone   |
| Katrina          | Pat Carroll          | Caterina Rochira    |

## Lista episodi[3]

### Stagione 1 (1986)
1. "Bright Eyes, Come Home"
2. "How to Found a Pound"
3. "From Wags to Riches"
4. "Snowbound Pound"
5. "The Fairy Dogmother"
6. "Whopper Cries Uncle"
7. "In Pups We Trust"
8. "The Captain and the Cats"
9. "Secret Agent Pup"
10. "Wagga-Wagga"
11. "The Star Pup"
12. "Happy Howlidays"
13. "Ghost Hounders"

### Stagione 2 (1987)
1. "Whopper Gets the Point" / "The Bird Dog"
2. "Tail of the Pup" / "King Whopper"
3. "Tuffy Gets Fluffy" / "Casey, Come Home"
4. "Where Do Puppies Come From?" / "Pups on the Loose"
5. "The Invisible Friend" / "Kid in the Doghouse"
6. "Little Big Dog" / "The Bright Eyes Mob"
7. "Good Night, Sweet Pups" / "The Rescue Pups"
8. "Nose Marie Day" / "Snow Puppies"
9. "Where's the Fire?" / "The Wonderful World of Whopper"
10. "Bright Lights, Bright Eyes" / "Dog and Caterpillar"
11. "Garbage Night: The Musical"
12. "Peter Pup"
13. "Cooler, Come Back"